# Notti magiche (film 2018)
Notti magiche è un film italiano del 2018 diretto da Paolo Virzì.

## Trama
Roma. Nell'estate del campionato del mondo 1990, precisamente il 3 luglio durante la semifinale fra Italia e Argentina, un noto produttore cinematografico viene trovato morto nelle acque del Tevere. I principali sospettati dell'omicidio sono tre giovani aspiranti sceneggiatori, finalisti del premio Solinas. Nel corso di una notte, in caserma, viene ripercorso il loro viaggio trepidante, sentimentale e ironico nello splendore e nelle miserie di una "gloriosa stagione" del cinema italiano ormai al tramonto.

## Distribuzione
Il film è uscito in sala l'8 novembre 2018.

## Accoglienza
Nel primo fine settimana di programmazione ha incassato 657387 €. L'incasso totale è stato di 1241806 €.

## Curiosità
- Nella scena dell'ultimo ciak del film di Federico Fellini intitolato La voce della Luna, le parole che si sentono sono quelle vere di Roberto Benigni che recita la battuta finale: "Io credo che se ci fosse un po’ di silenzio, se tutti facessimo un po’ di silenzio, forse qualcosa potremmo capire”. Tale scena rappresenta peraltro un anacronismo, in quanto la lavorazione del film terminò nel giugno del 1989, un anno prima degli eventi narrati nel film.